# Вильянсико
Вильянси́ко (исп. villancico, от исп. villano — деревенский, от исп. villa — деревня, село) — песенно-танцевальный жанр, популярный в Испании в XV—XVII веках. По тому, как поэтический текст сочетался с музыкой, испанское вильянсико очень близко итальянской баллате и французскому виреле. Из Испании вильянсико распространилось у других народов Иберийского полуострова, позже — в Латинской Америке.

## Краткая характеристика

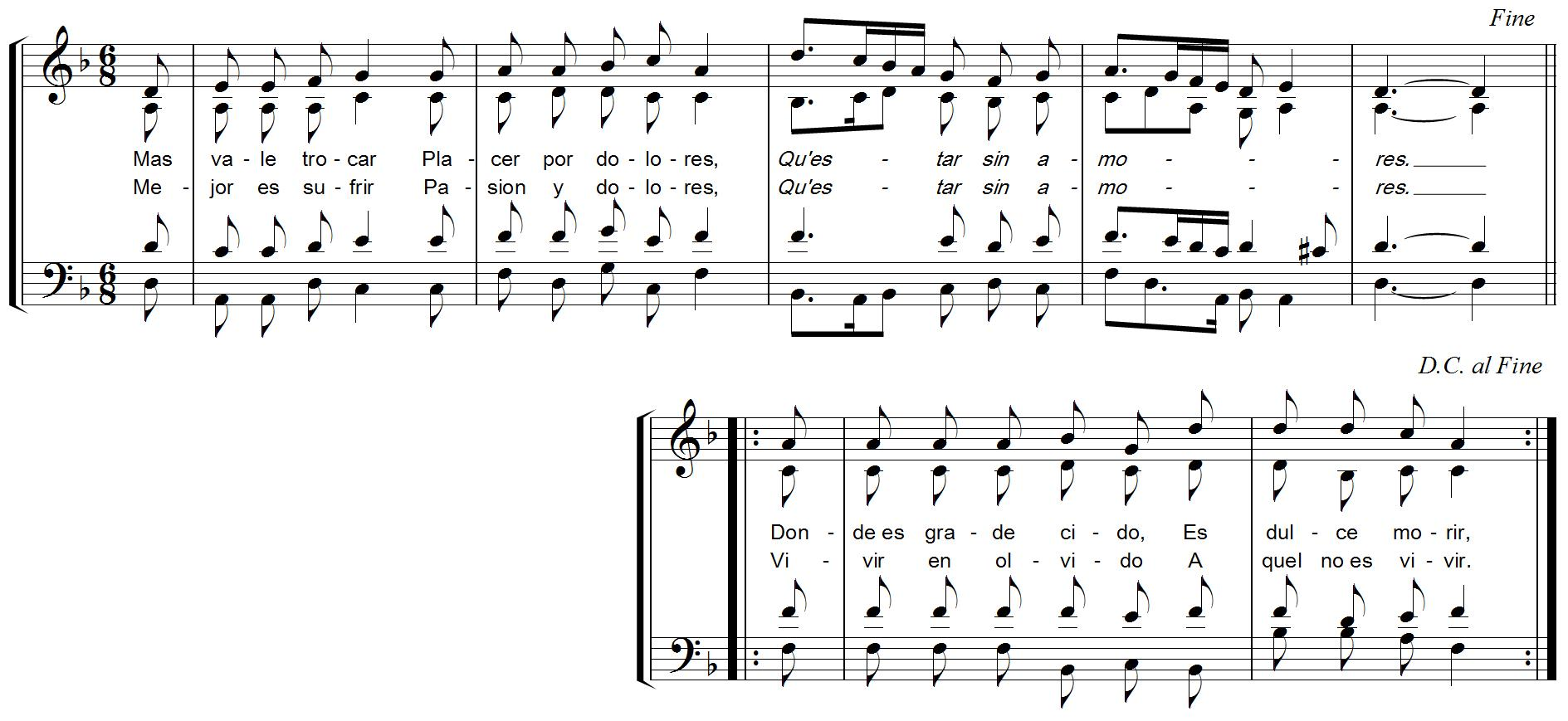
Илл. 1. Хуан дель Энсина. Вильянсико Mas vale trocar

Типичная музыкальная форма текстомузыкальной строфы вильянсико XV—XVI веков — A|BB|A. Текст, соответствующий музыкальному разделу A, носит оригинальное название estribillo, B — mudanza, A (возвращение музыки estribillo) — vuelta. Музыке estribillo соответствуют три стиха в рифмовке abb. При синхронизации музыки и поэзии в разделах mudanza/vuelta типичны схемы: cdcd|dbb (при возвращении музыки первая рифма вольты та же, что последняя в mudanza) или cddc|cbb. Возможны и другие схемы рифмовки, принципиально не изменяющие корреляцию текста и музыки.
Первое сохранившееся описание термина «вильянсико» принадлежит Х. дель Энсине («Arte de poesia castellana», 1495), который также явился одним из первых композиторов, писавших в этом жанре. Среди других, писавших полифонические (чаще всего трёх- и четырёхголосные) вильянсико,— Хуан де Анчиета, Франсиско де Пеньялоса, Франсиско Герреро. В XVI веке словом «вильянсико» также называлась сольная песня в сопровождении виуэлы. Такие песни писали «Алонсо Мударра, Мигель де Фуэнльяна, Диего Писадор и другие испанские композиторы. Многие вильянсико XVI века (например, в составе представительного сборника Cancionero de Palacio») анонимны.
Эволюция вильянсико описывается, главным образом, в тренде усложнения техники композиции. В середине XVI века под влиянием итальянского мадригала (и первой практики итальянцев в целом) полифоническая техника стала более изысканной. Этот тренд наиболее заметен в творчестве Хуана Васкеса и авторов сборника Cancionero de la Casa de Medinaceli (ок. 1560). Широкое распространение получили интабуляции популярных вильянсико в виуэльных школах и прочих сборниках инструментальной музыки Луиса де Милана, Л. де Нарваэса, А. Мударры, Э. Вальдеррабано и др. В результате повышающей контрафактуры светские вильянсико заняли место мотета в богослужении (сборник Canсiones y villancicas spirituales Ф. Герреро, 1589). В различных формах (в том числе таких как церковная кантата и как паралитургическая духовная песня) вильянсико продолжало существовать приблизительно до XVIII века. В XIX—XX веках словом вильянсико на Иберийском полуострове стали называть рождественскую песню (кэрол).
В XX веке дань вильянсико отдали академические композиторы, среди них Хоакин Родриго («Далёкая сарабанда и вильянсико», 1930).

## Издания и литература

### Вильянсико
- Бедуш Е., Кюрегян Т. Ренессансные песни. М.: Композитор, 2007.
- Bravo-Villasante C., ed. Villancicos del siglo XVII y XVIII. Madrid, 1978.
- Brito M. C. de, ed. Villancicos do século XVII do Monasteiro de Santa Cruz de Coimbra // Portugaliae Musica. Série A. 33. — 1983.
- Haberkamp G. Die weltliche Vokalmusik in Spanien um 1500. Tutzing, 1968.
- Marques Lésbio A., ed. Vilancicos e tonos // Portugaliae Musica. Série A. 46. — 1985.
- Moisés M. Vilancico // Dicionário de termos literários :  [порт.] / Massaud Moisés. — 12ª edição revista e ampliada. — São Paulo : Cultrix, 2002. — P. 472. — 520 p. — ISBN 8531601304.
- Paez J., ed. Villancicos. Madrid, 1985.
- Pope I. Musical and metrical form of the villancico // Annales musicologiques II (Paris, 1954).
- Russell E.A. Villancicos and other secular polyphonic music of Juan Vásquez: a courtly tradition in Spain’s Siglo de Oro. Diss., University of Southern California, 1970.
- Stevenson R., ed. Vilancicos portugueses // Portugaliae Musica. Série A. 29. — 1976.
- Villancico // Harvard Dictionary of Music, ed. by D.M.Randel. Cambridge (Mass.), 1996, p. 948—949.